# Olympische Jugend-Winterspiele 2012/Curling

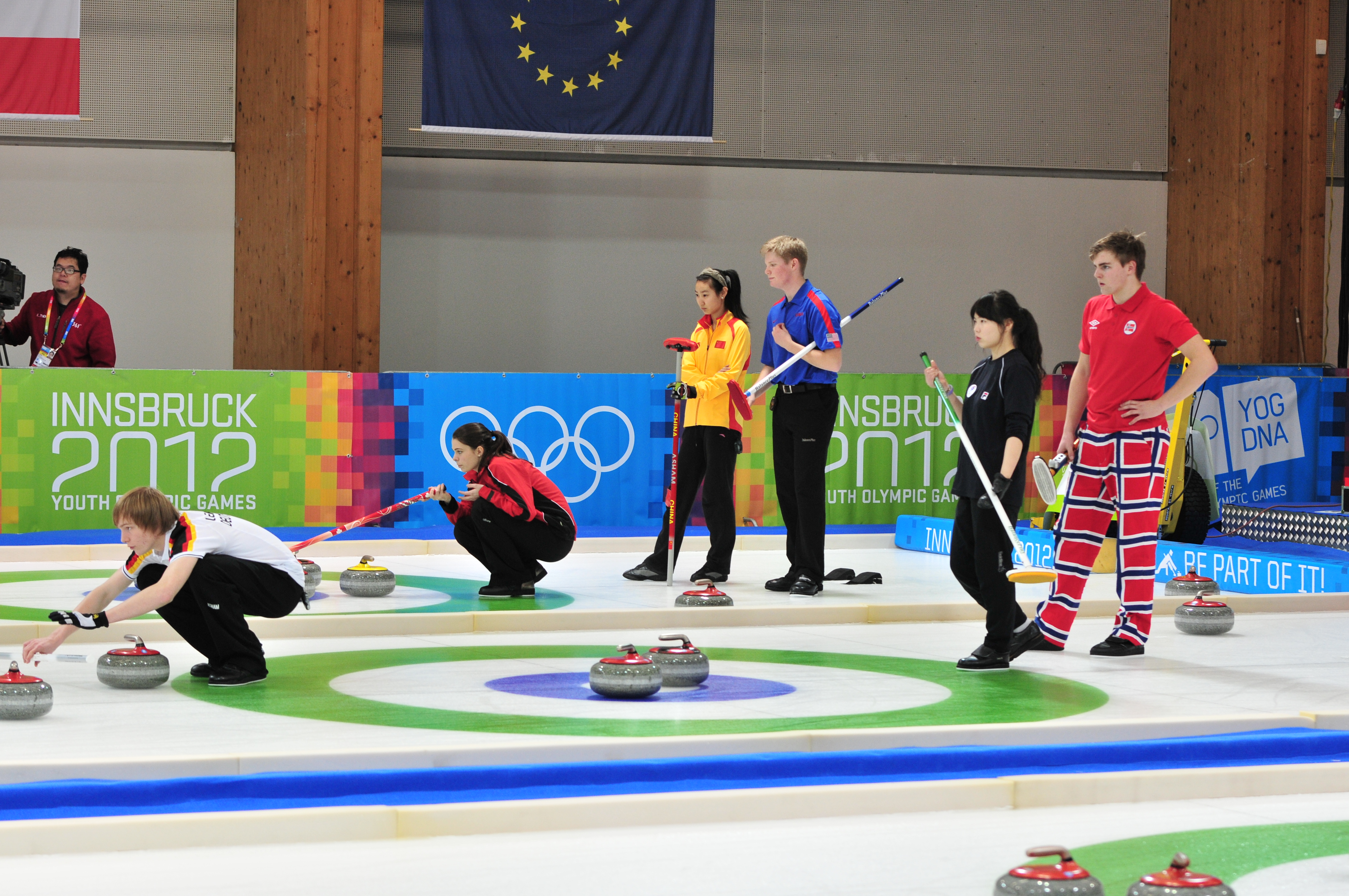
Gemischte Doppel

Bei den Olympischen Jugend-Winterspielen 2012 in Innsbruck fanden vom 14. Januar bis zum 22. Januar 2012 zwei Wettbewerbe im Curling statt. Ausgetragen wurden die Wettbewerbe im Innsbruck Exhibition Center in Innsbruck.

## Bilanz

### Medaillenspiegel
| Platz  | Land                 | Gold | Silber | Bronze | Gesamt |
| ------ | -------------------- | ---- | ------ | ------ | ------ |
| –      | Gemischte Mannschaft | 1    | 1      | 1      | 3      |
| 1      | Schweiz              | 1    | –      | –      | 1      |
| 2      | Italien              | –    | 1      | –      | 1      |
| 3      | Kanada               | –    | –      | 1      | 1      |
| Gesamt | Gesamt               | 2    | 2      | 2      | 6      |

### Medaillengewinner
| Disziplin  | Gold                                                        | Silber                                                             | Bronze                                                     |
| ---------- | ----------------------------------------------------------- | ------------------------------------------------------------------ | ---------------------------------------------------------- |
| Mixed      |                                                             |                                                                    |                                                            |
| Mannschaft | SchweizMichael Brunner Elena Stern Romano Meier Lisa Gisler | ItalienAmos Mosaner Denise Pimpini Alessandro Zoppi Arianna Losano | KanadaThomas Scoffin Corryn Brown Derek Oryniak Emily Gray |
| Paar       | Nicole Muskatewitz Michael Brunner                          | Kim Eunbi Martin Sesaker                                           | Marina Werenitsch Korey Dropkin                            |

## Mixed

### Mannschaft
| Platz | Land               | Sportler                                                           |
| ----- | ------------------ | ------------------------------------------------------------------ |
| 1     | Schweiz            | Michael Brunner Elena Stern Romano Meier Lisa Gisler               |
| 2     | Italien            | Amos Mosaner Denise Pimpini Alessandro Zoppi Arianna Losano        |
| 3     | Kanada             | Thomas Scoffin Corryn Brown Derek Oryniak Emily Gray               |
| 4     | Schweden           | Rasmus Wranå Amalia Rudström Jordan Wåhlin Johanna Heldin          |
| 5     | Vereinigte Staaten | Korey Dropkin Sarah Anderson Tom Howell Taylor Anderson            |
| 6     | Tschechien         | Marek Černovský Alžběta Baudyšová Kryštof Krupanský Zuzana Hrůzová |

Finale: 18. Januar 2012

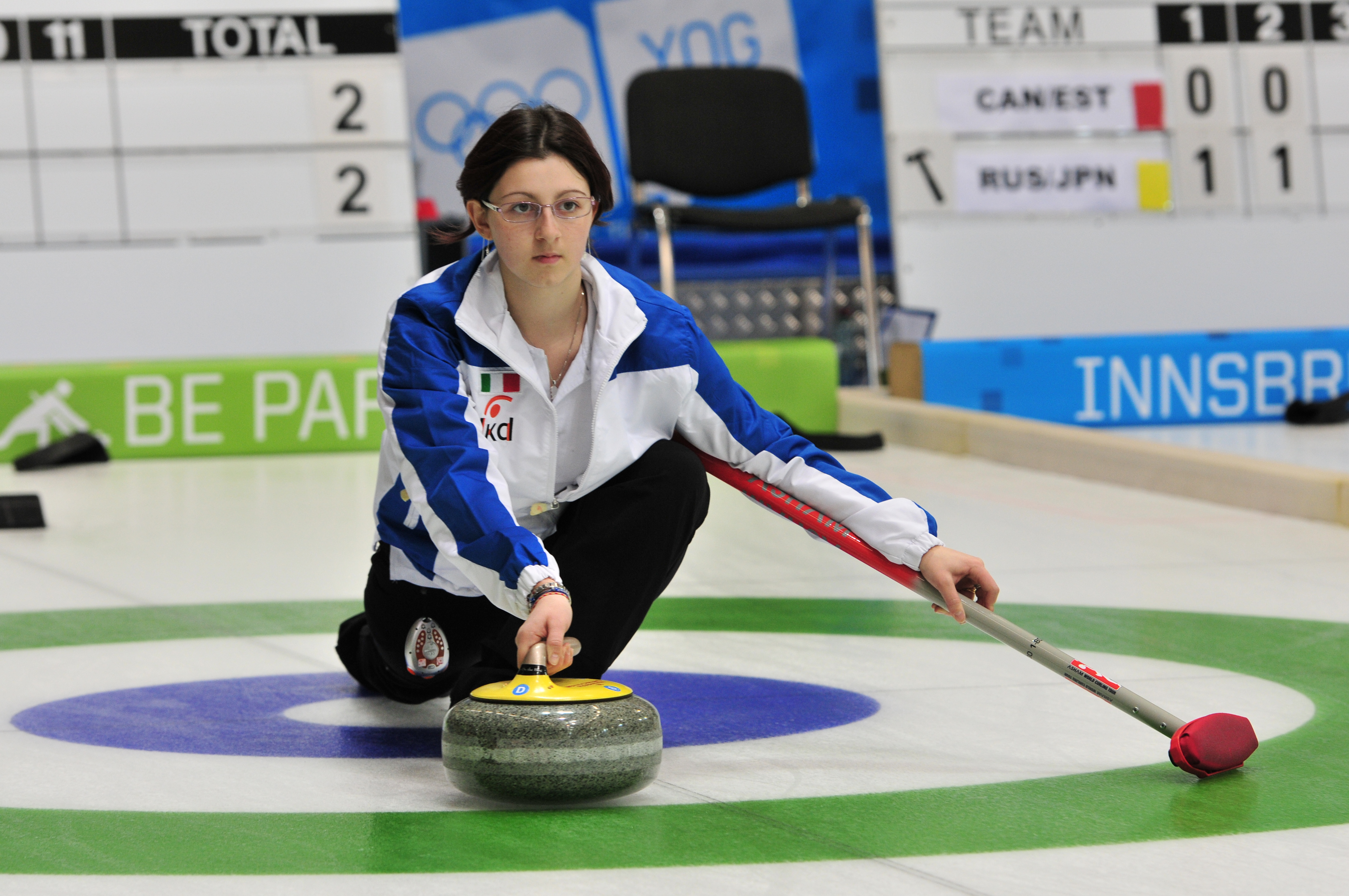
Denise Pimpini
ITA

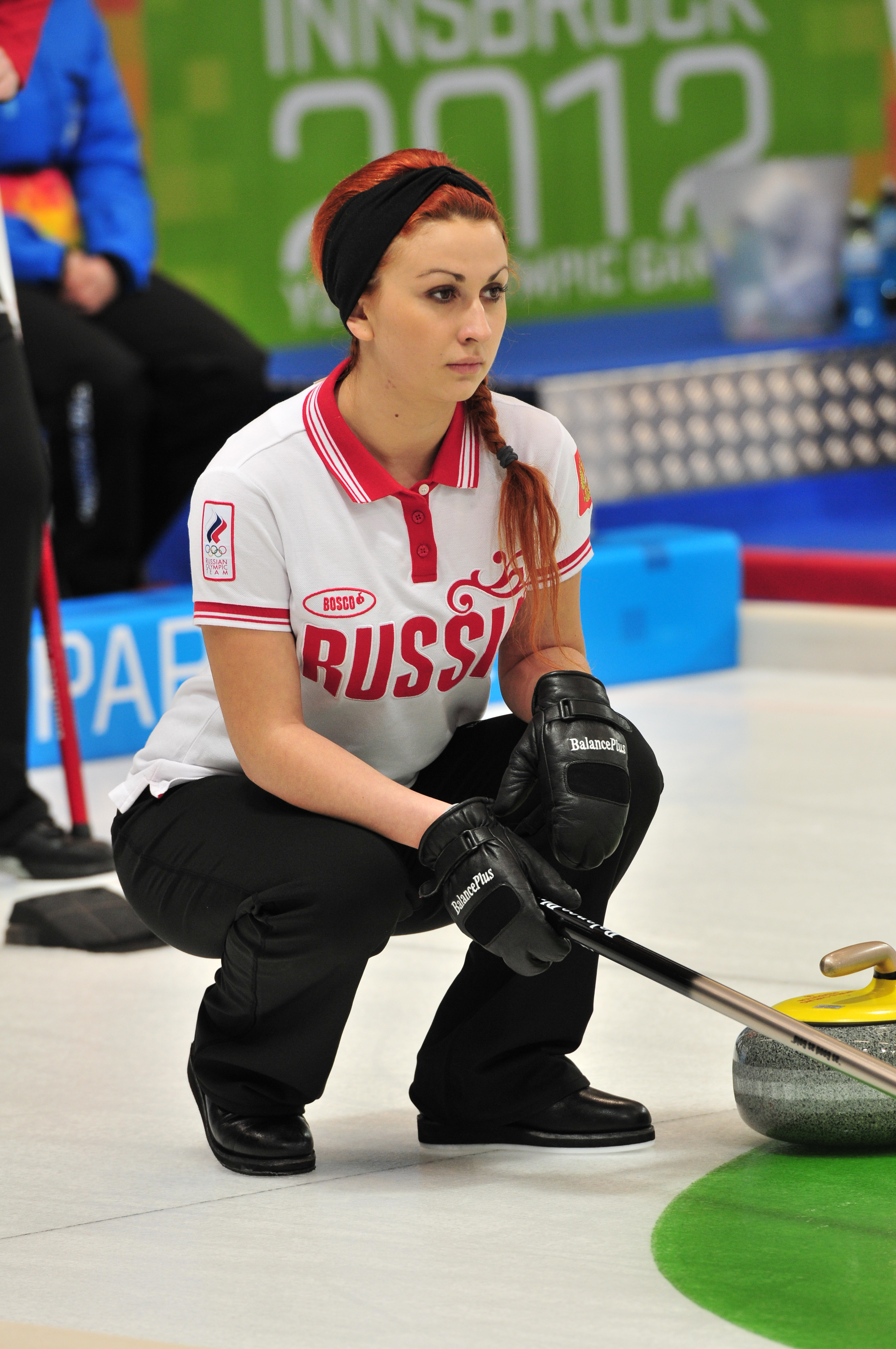
Anastassija Moskaljowa
RUS

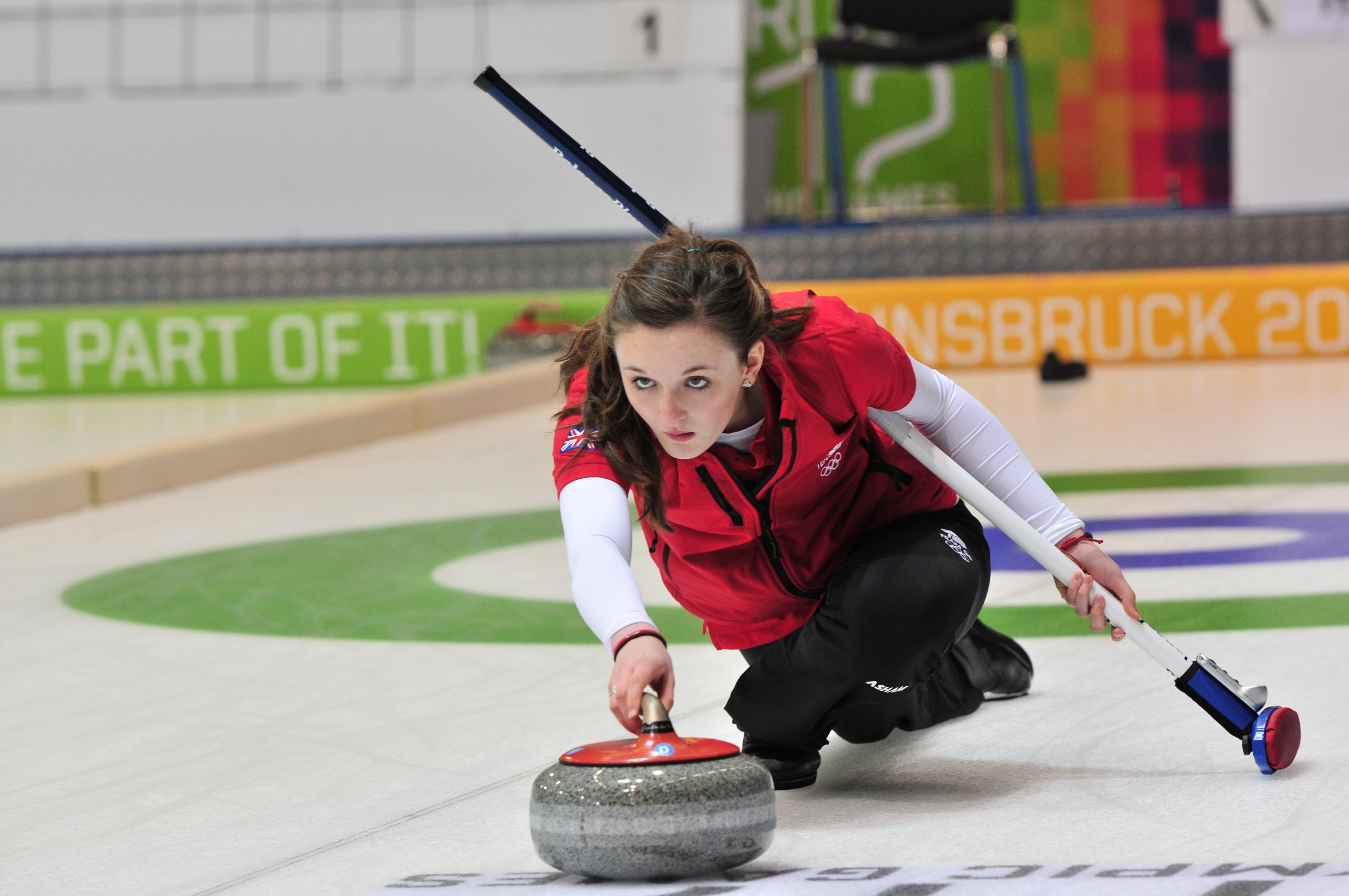
Rachel Hannen
GBR

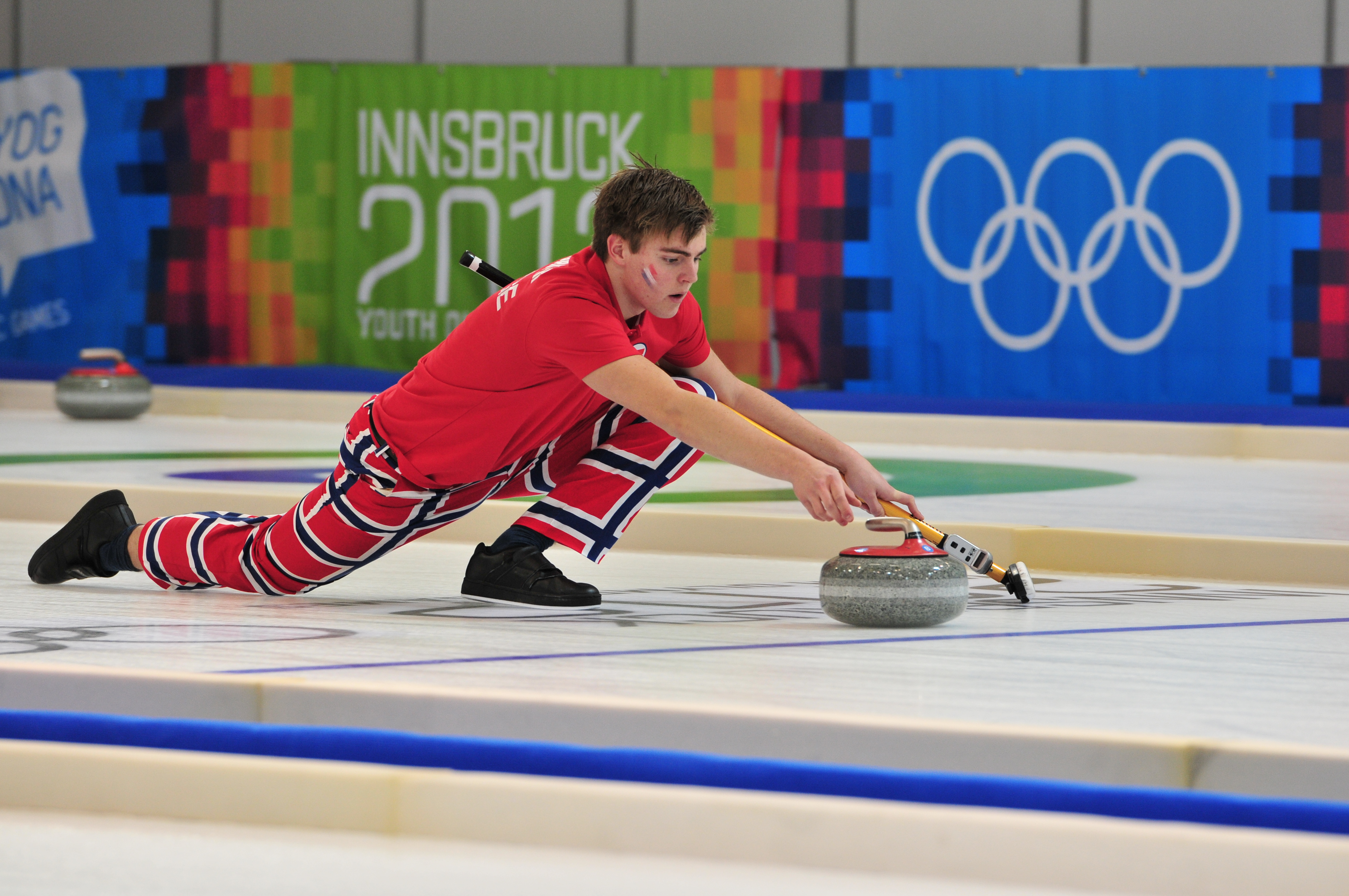
Martin Sesaker
NOR

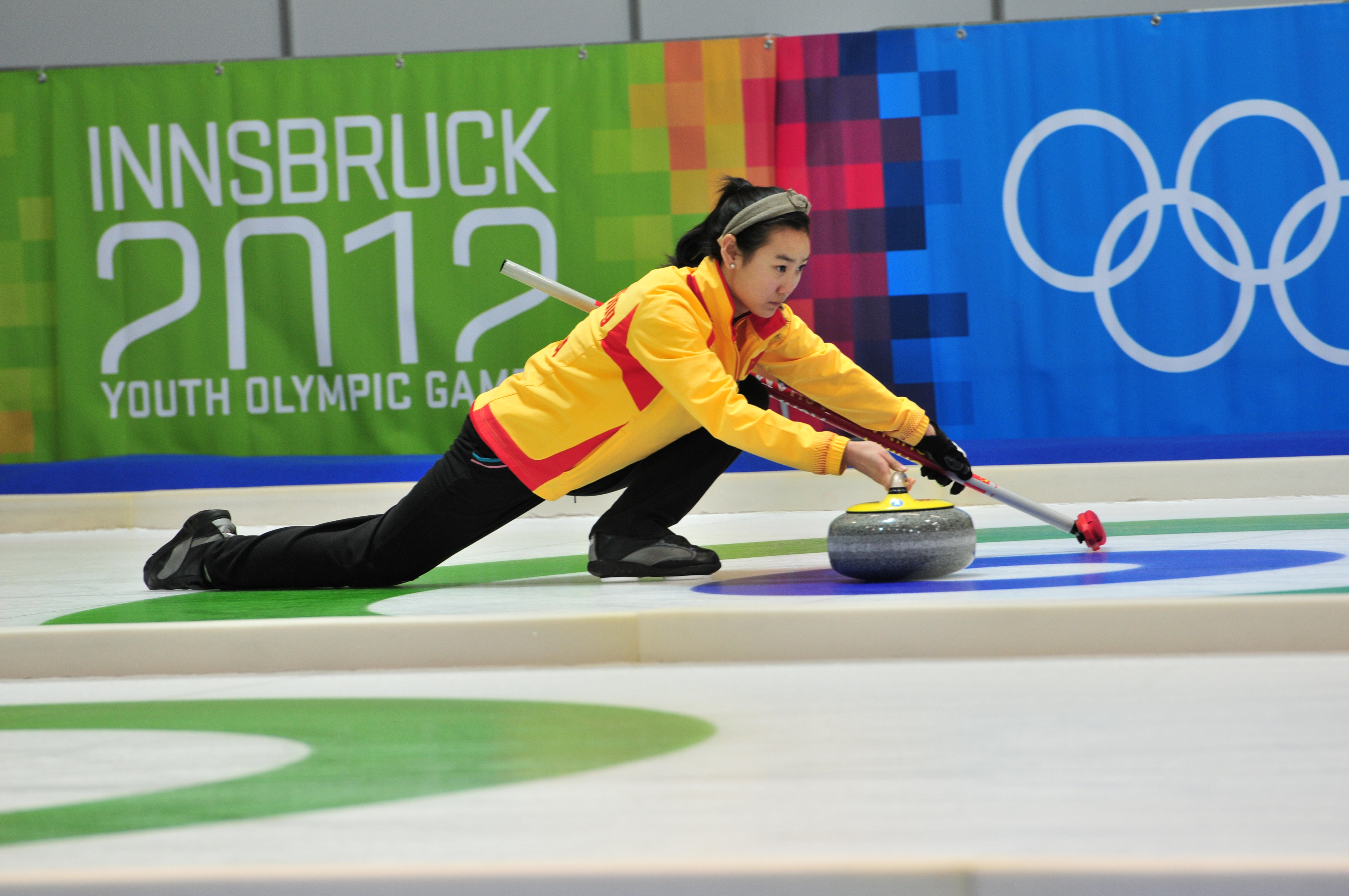
Yang Ying
CHN

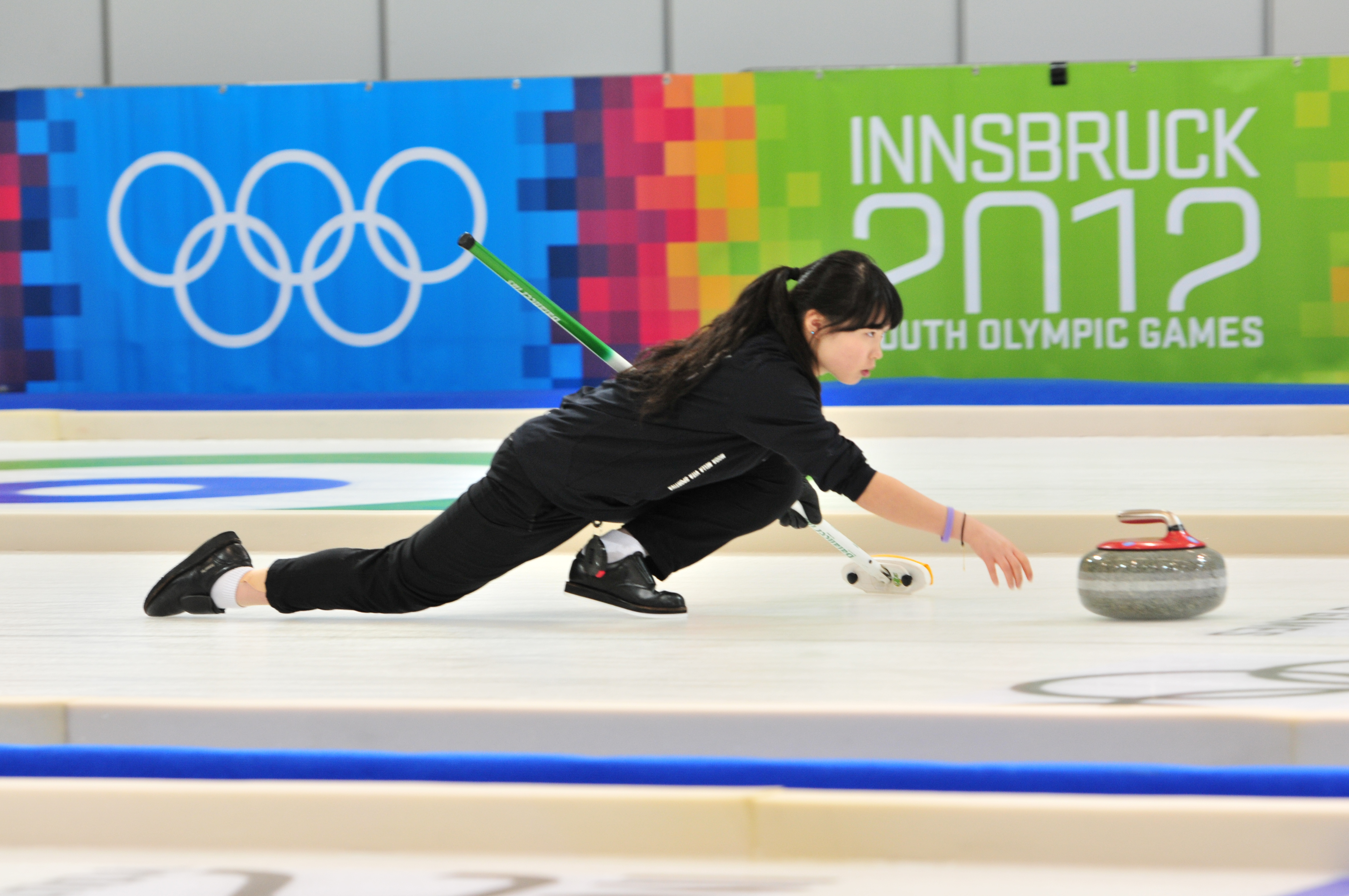
Kim Eunbi
KOR

Teilnehmer aus deutschsprachigen Ländern:

 Österreich (Mathias Genner, Camilla Schnabel, Martin Reichel, Irena Brettbacher) belegte den 14. Platz.

 Deutschland (Daniel Rothballer, Frederike Manner, Kevin Lehmann, Nicole Muskatewitz) belegte den 15. Platz.

### Paar
| Platz | Sportler                                |
| ----- | --------------------------------------- |
| 1     | Nicole Muskatewitz Michael Brunner      |
| 2     | Kim Eunbi Martin Sesaker                |
| 3     | Marina Werenitsch Korey Dropkin         |
| 4     | Mako Tamakuma Yoo Minhyeon              |
| 5     | Zuzana Hrůzová Michail Waskow           |
| 5     | Corryn Brown Martin Reichel             |
| 5     | Anastassija Moskaljowa Tsukasa Horigome |
| 5     | Taylor Anderson Duncan Menzies          |

Finale: 22. Januar 2012

In dieser Disziplin treten jeweils ein Mädchen und ein Junge verschiedener Nationen gemeinsam gegen andere Teams, welche ebenfalls aus zwei Athleten bestehen, an.